# Conselleria de Justícia i Interior de la Generalitat Valenciana
La Conselleria de Justícia i Interior fou un departament o conselleria del Consell de la Generalitat Valenciana activa durant diverses etapes o legislatures del País Valencià.
Agrupava les competències dels departaments de Justícia (col·legis professionals, associacions, fundacions, registres i notariat, consultes populars i electorals), Interior (seguretat, situacions d’emergència, extinció d'incendis i gestió de la Policia de la Generalitat).

## Històric de competències
Aquesta agrupació de departaments sota una mateixa conselleria comença a funcionar quan la Generalitat assumeix les funcions de Justícia, traspassades per l'administració general de l'Estat espanyol a partir de 1995 tot i que serà amb la cinquena legislatura (1999-2003) quan es crea la conselleria de Justícia i Administració Pública amb Serafín Castellano com a conseller. Tot i no contindre el mot "Interior", també s'integren les competències associades a la mateixa conselleria. El 2005 es modificarà la denominació de la conselleria per tal d'incorporar "Interior", amb Miquel Peralta al capdavant.
El 2007 es dissol aquesta agrupament. Per una banda la conselleria de Justícia i Administració Pública i per altra la conselleria de Governació que integra les funcions d'Interior. A la següent legislatura (2011) es reagrupen de la següent manera: Justícia amb Benestar Social, Administració Pública amb Hisenda i Governació segueix amb estructura pròpia. El 2012 el president Alberto Fabra decideix realitzar un canvi en el seu govern i l'aleshores conseller de Governació Serafín Castellano assumeix també les de Justícia.
El 2015 aquesta conselleria es dissol amb el nou govern d'esquerres liderat per Ximo Puig. Per una banda les competències de Justícia s'agregaran amb les d'Administració Pública amb la consellera Gabriela Bravo, i les d'Interior seran assumides pel mateix president amb José Maria Ángel com a secretari autonòmic de seguretat i emergències. A la següent legislatura (2019-2023), encara amb Puig i Bravo al govern, s'agruparan sota la conselleria de Justícia, Interior i Administració Pública.
El 2023 es reactiva la conselleria de Justícia i Interior amb el nou govern de coalició de Carlos Mazón (PP), amb Elisa Núñez (Vox) com a responsable. Un any més tard pren el relleu Salomé Pradas (PP) que haurà d'assumir la gestió de la catàstrofe de la Gota freda de 2024 que va causar més de 200 víctimes mortals pel que va ser destituïda. Aquest succés tornarà a dissoldre el departament amb les competències de Justícia agrupades de nou amb les d'Administració Pública i les d'Interior amb un departament propi.

## Llista de conselleres i consellers
| #                                                                     | Legislatura                                                     | Nom                                                             | Nom                                                             | Inici mandat                                                    | Fi mandat                                                       | Partit polític                                                  | Partit polític                                                  |
| Conselleria de Justícia i Administracions Públiques (1999-2005)       | Conselleria de Justícia i Administracions Públiques (1999-2005) | Conselleria de Justícia i Administracions Públiques (1999-2005) | Conselleria de Justícia i Administracions Públiques (1999-2005) | Conselleria de Justícia i Administracions Públiques (1999-2005) | Conselleria de Justícia i Administracions Públiques (1999-2005) | Conselleria de Justícia i Administracions Públiques (1999-2005) | Conselleria de Justícia i Administracions Públiques (1999-2005) |
| --------------------------------------------------------------------- | --------------------------------------------------------------- | --------------------------------------------------------------- | --------------------------------------------------------------- | --------------------------------------------------------------- | --------------------------------------------------------------- | --------------------------------------------------------------- | --------------------------------------------------------------- |
| 1                                                                     | V                                                               |                                                                 | Serafín Castellano Gómez                                        | 23 de juliol de 1999                                            | 22 de maig de 2000                                              |                                                                 | PP                                                              |
| 2                                                                     | V                                                               |                                                                 | Carlos González Cepeda                                          | 22 de maig de 2000                                              | 21 de juny de 2003                                              |                                                                 | PP                                                              |
| 3                                                                     | VI                                                              |                                                                 | José Víctor Campos Guinot                                       | 21 de juny de 2003                                              | 27 d'agost de 2004                                              |                                                                 | PP                                                              |
| Conselleria de Justícia, Interior i Administració Pública (2005-2007) |                                                                 |                                                                 |                                                                 |                                                                 |                                                                 |                                                                 |                                                                 |
| 4                                                                     | VI                                                              |                                                                 | Miguel Peralta Viñes                                            | 27 d'agost de 2004                                              | 29 de juny de 2007                                              |                                                                 | PP                                                              |
| Dissolta (2007-2012)                                                  |                                                                 |                                                                 |                                                                 |                                                                 |                                                                 |                                                                 |                                                                 |
| Conselleria de Governació i Justícia (2012-2015)                      |                                                                 |                                                                 |                                                                 |                                                                 |                                                                 |                                                                 |                                                                 |
| 5                                                                     | VIII                                                            |                                                                 | Serafín Castellano Gómez                                        | 8 de desembre de 2012                                           | 12 de juny de 2014                                              |                                                                 | PP                                                              |
| 6                                                                     | VIII                                                            |                                                                 | Luis Santamaría Ruiz                                            | 12 de juny de 2014                                              | 30 de juny de 2015                                              |                                                                 | PP                                                              |
| Dissolta (2015-2023)                                                  |                                                                 |                                                                 |                                                                 |                                                                 |                                                                 |                                                                 |                                                                 |
| Conselleria de Justícia, Interior i Administració Pública (2019-2023) |                                                                 |                                                                 |                                                                 |                                                                 |                                                                 |                                                                 |                                                                 |
| 7                                                                     | X                                                               |                                                                 | Gabriela Bravo Sanestanislao                                    | 17 de juny de 2019                                              | 7 de juliol de 2023                                             |                                                                 | Independent                                                     |
| Conselleria de Justícia i Interior (2023-2024)                        |                                                                 |                                                                 |                                                                 |                                                                 |                                                                 |                                                                 |                                                                 |
| 8                                                                     | XI                                                              |                                                                 | Elisa Núñez Sánchez                                             | 19 de juliol de 2023                                            | 12 de juliol de 2024                                            |                                                                 | Vox                                                             |
| 9                                                                     | XI                                                              |                                                                 | Salomé Pradas Ten                                               | 12 de juliol de 2024                                            | 22 de novembre de 2024                                          |                                                                 | PP                                                              |
| Dissolta (2024-actualitat)                                            |                                                                 |                                                                 |                                                                 |                                                                 |                                                                 |                                                                 |                                                                 |